# Abel Cathrine von der Wisch
Abel Cathrine von der Wisch (13. december 1626 i Holsten (muligvis Slesvig) – 1. januar 1676) var hofdame og stifterinde af Abel Cathrines Stiftelse.
Hun var muligvis i dronning Sophie Amalies tjeneste, da hun kom til Danmark i 1643. I hvert fald var hun senere dronningens kammerpige. Trods sin underordnede stilling opnåede hun en høj grad velvilje hos dronningens, da hun også efter at hun havde fratrådt sin tjeneste og lige
til hendes død på forskellige måder viste Abel Cathrine sin tillid.
15. juli 1655 giftede hun sig med Hans Hansen Osten, som var proviantskriver på Københavns Slot og krongodsforvalter på Lolland og Falster. Abel Cathrines ægtemand var en foretagsom mand, der forstod at tjene penge og skaffede sig efterhånden en betydelig formue, navnlig i jordegods. Under belejringen af København var han således i stand til at forstrække regeringen med penge til gengæld for udlagt krongods.
Ægteparret Hans Hansen og Abel Catharinen von der Wisch indgik den 13. maj 1665 et gensidigt testamente. Skrevet på tysk, ligesom tysk var deres hussprog. 1671 den 28. marts fik Hans Hansen, forvalter over Lolland og Falster, og hustru Abel Catharina von der Wisch kongl. konfirmation på testamentet.
Ægteparret var barnløst. De optog hos sig pigen Hedwig, født o. 1660, datter af deres nære venner, Christen Nielsen Spend, fra 1657 sognepræst i Vordingborg, og Margrete Elisabet Mese. Hedvig kom måske til dem allerede som lille. Hun blev udset til at være deres universalarving og antog navnet Hansen.
Efter ægtemandens død i (1672) anvendte Abel Cathrine en stor del af formuen til velgørende formål, blandt andet opførelsen af en bygning i København med boliger for fattige samt henlæggelsen af en betydelig kapital til den. Stiftelsen fik efter hende navnet Abel Katrines Stiftelse. Den 27. december 1675 skrev hun under på sit testamente. Skrevet på tysk.
Ved hendes død få dage senere, den 1. januar, tilfaldt det meget omfattende jordiske gods, bl.a. flere store godser, for størsteparten adoptivdatteren Hedevig, der var ca. 16 år gammel. Hedvig Hansdatter giftede sig meget kort efter med holsteneren Nicolaus Brüggemann, allerede den 13. marts indgik de ægtepagt og den 24. maj 1676 fik de kongl. tilladelse til vielse i hjemmet.
Hun underskrev sig altid som Abel Chatrin, Hans Hansens. I inskriptionen på hendes kiste står Abel Catarina Wolfsdatter von der Wisch. Det indskudte navn Wolfsdatter kan muligvis forklares med, at hun var uægte datter af en adelsmand Wolf von der Wisch. I forbindelse med hendes begravelse den 21. januar blev skrevet et Ligvers over Abel Catharina von der Wisch, Enke efter kgl. Proviantskriver.
Abel Cathrine von der Wisch og Hans Hansen Osten er begge bisat i Holmens Kirke, hvor deres læderbetrukne kister er blandt de 18 kister og sarkofager, der er placeret i Kapelsalen. Et epitafium med et dobbeltportræt af parreter ophængt i 1674. Det er malet på kobberplade af Abraham Wuchters formentlig i tiden 1668-70.
Godt 300 år efter hendes død vaktes interessen for hendes person på ny, da de BZ'ere i 1981 i protest mod de københavnske boligmyndigheder besatte ejendommen i Abel Cathrines Gade.